# Paul Joachim Stockmann
Paul Joachim Stockmann (* um 1635 in Rostock; † 1688 ebenda) war ein deutscher Mediziner.

## Leben
Paul Joachim Stockmann stammte aus einer Mediziner-Familie. Er war ein Sohn des Rostockers Professors Joachim Stockmann aus seiner zweiten Ehe mit Anna, geb. Tarnow (1608–1669), Tochter des Professors Paul Tarnow.
Schon als Minderjähriger wurde er 1643 an der Universität Rostock immatrikuliert. Hier und an der Universität Greifswald studierte er Humanmedizin. In Greifswald wurde er 1665 unter Johann Heun mit einer Dissertation über Diabetes zum Dr. med. promoviert.
Im Jahr darauf, 1666, erfolgte seine Aufnahme als Dozent in die Medizinische Fakultät der Universität Rostock. Gleichzeitig praktizierte er von 1665 bis zu seinem Tod 1688 als Arzt in Rostock.
Er heiratete 1666 Anna Margaretha (1646–1715), eine Tochter des Theologen August Varenius. Von den zwei Töchtern des Paares heiratete Anne Charitas († 1715) 1685 den Pastor am Lübecker Dom Christoph Wendt.

## Werke
- De diabete. Diss. 1665 (Digitalisat)